# Miss Monde 1961
Miss Monde 1961, est la 11e élection de Miss Monde, qui s'est déroulée au Lyceum Theatre de Londres, au Royaume-Uni, le 9 novembre 1961.
La gagnante est la Britannique Rosemarie Frankland, Miss Royaume-Uni 1961 succédant à l'Argentine Norma Cappagli, Miss Monde 1960, et devenant ainsi la première Miss Royaume-Uni et la première Britannique de l'histoire à remporter le titre, 10 ans après la première participation du pays au concours. 
37 pays et territoires ont participé à l'élection. Le Royaume-Uni organisent le concours pour la 11e fois. C'est la 11e fois que cette élection se déroule à Londres. 

## Résultats
| Résultat final  | Candidates |
| --------------- | --- |
| Miss Monde 1961 | - Royaume-Uni - Rosemarie Frankland |
| 1re dauphine    | - Taïwan - Grace Li Shiu-ying |
| 2e dauphine     | - Espagne - Carmen Cervera |
| 3e dauphine     | - France - Michèle Wargnier |
| 4e dauphine     | - Danemark - Inge Jörgensen |
| Top 7           | - États-Unis - Jo Ann Odum - Nouvelle-Zélande - Leone Mary Main |
| Top 15          | - Afrique du Sud - Yvonne Brenda Hulley - Allemagne - Romy März - Argentine - Susana Julia Pardal - Autriche - Hella Wolfsgrubej - Finlande - Ritva Tuulikki Wächter - Irlande - Olive Ursula White - Japon - Chie Murakami - Turquie - Güler Samuray |

## Candidates

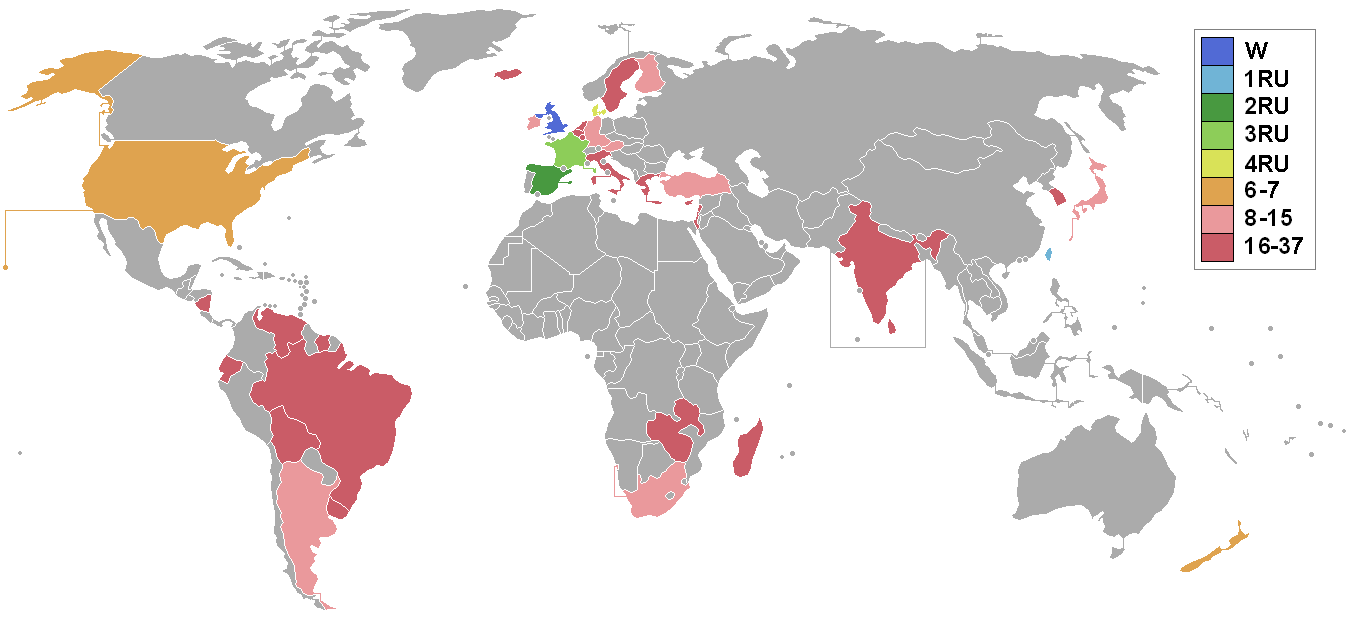
Pays des participantes et résultats

- Afrique du Sud - Yvonne Brenda Hulley
- Allemagne - Romy März
- Argentine - Susana Julia Pardal
- Autriche - Hella Wolfsgrubej
- Belgique - Jacqueline Oroi
- Bolivie - Nancy Cortez Justiniano
- Brésil - Alda Maria Coutinho de Moraes
- Ceylan - Sushila Perera
- Chypre - Andreava (Rita) Polydorou
- Corée - Hyun Chang-ae
- Danemark - Inge Jörgensen
- Équateur - Magdalena Dávila Varela
- Espagne - María del Carmen Cervera Fernández
- États-Unis - Jo Ann Odum
- Fédération de Rhodésie et du Nyassaland - Angela Joyce Moorcroft
- Finlande - Ritva Tuulikki Wächter
- France - Michèle Wargnier
- Grèce - Efstathia Efi Karaiskaki
- Pays-Bas - Ria van Zuiden
- Islande - Jóhanna Kolbrún Kristjánsdóttir
- Inde - Veronica Leonora Torcato
- Irlande - Olive Ursula White
- Israël - Er'ela Hod
- Italie - Franca Cattaneo
- Japon - Chie Murakami
- Liban - Leila Antaki
- Luxembourg - Vicky Schoos
- Madagascar - Jeanne Rakotomahanina
- Nicaragua - Thelma Arana
- Nouvelle-Zélande - Leone Mary Main
- Royaume-Uni - Rosemarie Frankland †
- Suriname - Kitty Essed
- Suède - Ingrid Margareta Lundquist
- Taïwan - Grace Li Shiu-Ying
- Turquie - Güler Samuray
- Uruguay - Roma Spadachinni Aguerre
- Venezuela - Bexy Romero Tosta

## Observations